# Прусіновиці (Здунськовольський повіт)
Прусіновиці (пол. Prusinowice) — село в Польщі, у гміні Шадек Здунськовольського повіту Лодзинського воєводства.
Населення — 403 особи (2011).
У 1975-1998 роках село належало до Серадзького воєводства.

## Демографія
Демографічна структура станом на 31 березня 2011 року:
|          | Загалом | Допрацездатний вік | Працездатний вік | Постпрацездатний вік |
| -------- | ------- | ------------------ | ---------------- | -------------------- |
| Чоловіки | 204     | 53                 | 134              | 17                   |
| Жінки    | 199     | 47                 | 107              | 45                   |
| Разом    | 403     | 100                | 241              | 62                   |